# Marcin Kudej
Marcin Kudej (ur. 29 marca 1943 w Otfinowie, zm. 20 marca 2007 w Mikołowie) – polski prawnik, konstytucjonalista, znawca prawa parlamentarnego, profesor nauk prawnych, profesor zwyczajny Uniwersytetu Śląskiego w Katowicach.

## Wykształcenie
W 1966 ukończył studia prawnicze na Wydziale Prawa Uniwersytetu Jagiellońskiego w Krakowie, gdzie następnie był asystentem w Katedrze Doktryn Politycznych i Prawnych UJ pod patronatem profesora Konstantego Grzybowskiego.
20 marca 1972 na Wydziale Prawa i Administracji Uniwersytetu Śląskiego otrzymał stopień naukowy doktora nauk prawnych na podstawie napisanej pod kierunkiem Kazimierza Nowaka rozprawy pt. Obowiązki i prawa posłów na Sejm PRL jako środki wykonywania mandatu przedstawicielskiego. W 1982 na tym samym wydziale na podstawie dorobku naukowego i rozprawy pt. Pojęcie woli państwowej w ustroju socjalistycznym uzyskał stopień doktora habilitowanego nauk prawnych w zakresie prawa, specjalności: prawo konstytucyjne, historia ustroju, historia doktryn polityczno-prawnych. W 1996 prezydent RP Aleksander Kwaśniewski nadał mu tytuł profesora nauk prawnych. Następnie objął stanowisko profesora zwyczajnego.

## Działalność akademicka
Od 1968 rozpoczął pracę w Zakładzie Prawa Konstytucyjnego, powstającego wówczas Uniwersytetu Śląskiego, gdzie pracował aż do śmierci.
W latach 1990–1993 pełnił funkcję dziekana Wydziału Prawa i Administracji Uniwersytetu Śląskiego w Katowicach. Był też kierownikiem Katedry Prawa Konstytucyjnego na tym Wydziale. 

## Działalność naukowa
Jego zainteresowania badawcze koncentrowały się na problematyce prawa parlamentarnego, zagadnieniu prawnej pozycji posła na Sejm. Badania w tej dziedzinie, podjęte między innymi przez Kudeja, prowadziły zarówno do ujawnienia fikcji ówczesnej rzeczywistości politycznej okresu PRL-u.
Po habilitacji (1982) Marcin Kudej kontynuował zainteresowania teoretycznymi zagadnieniami parlamentaryzmu polskiego okresu PRL-u, jak również zachodnioeuropejskim prawem parlamentarnym. Wyniki swoich pierwszych badań w tym zakresie przedstawił w postaci jedynego powojennego komentarza do regulaminu Sejmu PRL (1974). 
Był wieloletnim członkiem zespołu redakcyjnego Przeglądu Sejmowego.

## Ważniejsze publikacje naukowe
- Materiały do nauki prawa państwowego. Wybór tekstów, Kraków 1969.
- Konstytucyjne obowiązki posła wobec wyborców, Warszawa 1973.
- Prawo konstytucyjne. Przewodnik dla studentów, Katowice 1974.
- Komentarz do Regulaminu Sejmu Polskiej Rzeczypospolitej Ludowej, Katowice 1974.
- Pojęcie woli państwowej w ustroju socjalistycznym, Katowice 1981.
- Współczesne ustroje państwowe, Katowice 1984.
- Parlamentaryzm socjalistyczny w PRL (problemy teoretyczne), Katowice 1986.
- Studia z zakresu prawa parlamentarnego PRL, Katowice 1989.
- Instytucje polskiego prawa parlamentarnego z zakresu legislacji, Katowice 1995.
- Postępowanie ustawodawcze w Sejmie RP, Warszawa 1998 (wyd. 2, Warszawa 2002).
- W kręgu zagadnień konstytucyjnych. Profesorowi Eugeniuszowi Zwierzchowskiemu w darze, (red. naukowy), Katowice 1999.